# تشارلز إس. بينتون
تشارلز إس. بينتون (بالإنجليزية: Charles S. Benton)‏ هو قاضي ومحامي وسياسي أمريكي، ولد في 12 يوليو 1810 في فرايبورغ في الولايات المتحدة، وتوفي في 4 مايو 1882 في لاكروس في الولايات المتحدة. نشط حزبياً في الحزب الديمقراطي. وقد انتخب عضو مجلس النواب الأمريكي.